# Museo Provincial del Traje Popular (Soria)

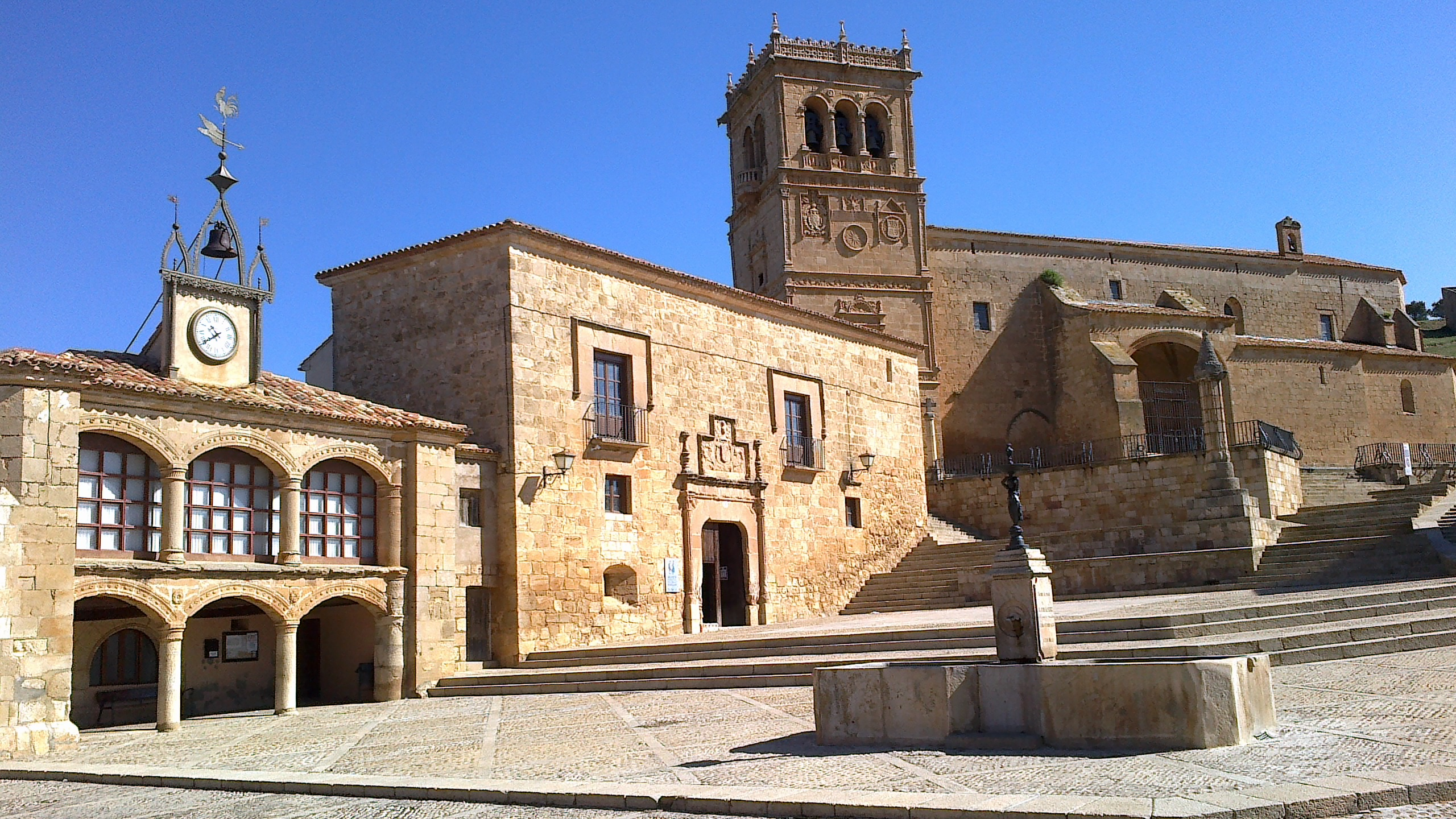
Palacio de los Hurtado de Mendoza, Morón de Almazán.

El Museo Provincial del Traje Popular de Soria se encuentra en el Palacio de los Hurtado de Mendoza, mandado construir por el señor de esta villa Don Juan Hurtado de Mendoza y de su mujer, doña Leonor del Río, a principios del s. XVI en el centro de la Plaza Mayor de Morón de Almazán (Soria), considerada esta uno de los más bellos conjuntos arquitectónicos del Renacimiento español.

## Gestión y actividades
El Museo Provincial del Traje Popular fue creado por iniciativa de la Diputación Provincial de Soria e inaugurado en el año 2012. Desde su apertura está gestionado por la empresa Soriamuséum, que también gestiona la Villa romana La Dehesa de Cuevas de Soria.
Periódicamente se realizan diversas actividades en el Museo como, por ejemplo, talleres infantiles, demostraciones, seminarios, etc.